# Concattedrale di Sant'Antonio di Padova (Békéscsaba)
La concattedrale di Sant'Antonio di Padova (in ungherese: Páduai Szent Antal-társszékesegyház) è la chiesa concattedrale della diocesi di Seghedino-Csanád, si trova nella città di Békéscsaba, in Ungheria, dove è stata edificata nel 1910.